# Google Fight
Googlefight (lit. «combate Google») es un sitio web que generaba una comparación de la cantidad de resultados de búsqueda devueltos por Google para dos consultas, presentadas como resultado de una pelea. Es un proyecto de Abondance, la compañía de Olivier Andrieu.

## Historia y descripción
Googlefight fue desarrollado por Andrieu con dos amigos. Los resultados de comparar dos búsquedas en Google se presentan como un gráfico de barras utilizando segmentos HTML animados, presentados como el resultado de una pelea. Históricamente, los resultados se mostraban gráficamente en una animación mixta de Flash y JavaScript, con dos figuras de palo animados luchando en la pantalla después de ingresar las consultas y antes de que apareciera un gráfico de barras animado que mostraba los resultados. La animación de la figura de palo no tuvo impacto en los resultados.
Entre el 15 y el 27 de junio de 2015, el sitio web se actualizó a una nueva versión, diseñada por Andrieu, que, según la página Acerca de, estaba impulsada por Semrush y tenía en cuenta el volumen de búsqueda de Google, así como la cantidad de resultados devueltos.
El sitio también se expandió en 2015 de versiones en francés e inglés a 11 versiones geográficas, que incluyen alemán, italiano, español y belga.

## Usos
La página web consiste en enfrentar 2 términos y descubrir cuál otorga más resultados buscado en Google. Ello permite especular cuál es más importante.
Ejemplos de términos opuestos pueden ser:
- Obama - Mc Cain
- Explorer - Firefox
- Bill Gates - Linus Torvalds

El sitio se utilizaba para el entretenimiento, por ejemplo, comparando Microsoft y Google, siendo Google el ganador. Los resultados podían ser reconfortantes, divertidos o autorreferenciales. Se ha utilizado para revisar la ortografía. También se podía utilizar como medida de competitividad; Salam Pax publicó un resultado de Googlefight entre él y Raed Jarrar en su blog en 2002, cuando su número de lectores en todo el mundo aumentó en el preludio de la invasión de Irak en 2003.
Googlefight se ha destacado como un ejemplo de un sitio que gana dinero con la publicidad contextual, así como uno que derivaba su longevidad de la participación de la comunidad (en este caso, los términos de búsqueda siempre cambiantes).

## En la cultura popular
El videojuego Ando Kensaku (también llamado And Kensaku) para Wii usa el concepto de Googlefight.